# Дискография Twenty One Pilots
Американская группа Twenty One Pilots выпустила 6 студийных альбомов, 1 концертный альбом, 10 мини-альбомов, 20 синглов и 27 музыкальных клипов. Группа была образована в 2009 году и в настоящее время состоит из Тайлера Джозефа и Джоша Дана. После двух самостоятельно выпущенных альбомов Twenty One Pilots в 2009 году и Regional at Best в 2011 году, группа подписалась на лейбл Fueled By Ramen в 2012 году.
Дуэт добился прорывного успеха с их четвертым альбомом Blurryface в 2015 году, в который вошли успешные синглы «Stressed Out» и «Ride». Пятый студийный альбом дуэта Trench был выпущен 5 октября 2018 года. Шестой —  21 мая 2021 года.  Седьмой альбом Clancy   был выпущен 24 мая 2024. Они выиграли премию «Грэмми» за «Лучшее поп-исполнение дуэтом или группой», а фронтмен Тайлер Джозеф был номинирован на шесть премий «Грэмми» в общей сложности.

## Альбомы

### Студийные альбомы
| Twenty One Pilots                                                                         | - Релиз: 29 декабря 2009 - Лейбл: Вне лейбла - Формат: CD, DL                     | 139 | —  | —  | —  | —  | —  | —  | —  | —  | —  | | - США: 115,000                                              |
| Regional at Best                                                                          | - Релиз: 8 июля 2011 - Лейбл: Вне лейбла - Формат: CD, DL                         | —   | —  | —  | —  | —  | —  | —  | —  | —  | —  | | - США: 3,000                                                |
| Vessel                                                                                    | - Релиз: 8 января 2013 - Лейбл: Fueled by Ramen (531792) - Формат: CD, CS, DL, LP | 21  | 51 | 95 | 29 | 49 | 24 | 53 | 16 | 60 | 39 | - RIAA: 2 × платиновый - BPI: золотой - MC: золотой                                                                         | - США: 2,000,000 - Великобритания: 100,000 - Канада: 40,000 |
| Blurryface                                                                                | - Релиз: 17 мая 2015 - Лейбл: Fueled by Ramen (548932) - Формат: CD, CS, DL, LP   | 1   | 7  | 17 | 4  | 5  | 7  | 18 | 2  | 9  | 5  | - RIAA: 4 × платиновый - ARIA: золотой - BPI: платиновый - GLF: золотой - MC: платиновый - NVPI: золотой - RMNZ: платиновый | - WW: 6,500,000 - Великобритания: 394,727 - США: 3,000,000  |
| Trench                                                                                    | - Релиз: 5 октября 2018 - Лейбл: Fueled by Ramen - Формат: CD, CS, DL, LP         | 2   | 1  | 7  | 2  | 2  | 2  | 1  | 1  | 5  | 2  | - RIAA: золотой - BPI: золотой - MC: золотой                                                                                | - США: 500,000 - Великобритания: 60,000                     |
| Scaled and Icy                                                                            | - Релиз: 21 мая 2021 - Лейбл: Fueled by Ramen - Формат: CD, CS, DL, LP            | 3   | 3  | 7  | 5  | 11 | 5  | 7  | 3  | 24 | 3  | | США: 51,000                                                 |
| Clancy                                                                                    | - Релиз: 24 мая 2024 - Лейбл: Fueled by Ramen - Формат: CD, CS, DL, LP            | 3   | 1  | 4  | 3  | 20 | 3  | 2  | 3  | —  | 2  | |                                                             |
| "—" обозначает запись, которая не попала в чарты или не была выпущена на этой территории. |                                                                                   |     |    |    |    |    |    |    |    |    |    | |                                                             |

### Концертные альбомы
| Название                                  | Детали                                                                | Максимальная позиция в чарте | Максимальная позиция в чарте |
| Название                                  | Детали                                                                | US Alt.                      | US Rock                      |
| ----------------------------------------- | --------------------------------------------------------------------- | ---------------------------- | ---------------------------- |
| Blurryface Live                           | - Релиз: 25 ноября 2016 - Лейбл: Fueled by Ramen - Формат: LP         | 18                           | 28                           |
| Scaled and Icy (Livestream Version)       | - Релиз: 19 ноября 2021 - Лейбл: Fueled by Ramen - Формат: DL         | —                            | —                            |
| MTV Unplugged                             | - Релиз: 21 апреля 2023 - Лейбл: Fueled by Ramen - Формат: CD, DL, LP | 147                          | —                            |
| "—"-означает, что альбом не вошел в чарты |                                                                       |                              |                              |

## Мини-альбомы
| Название                                  | Детали                                                                            | Высшая позиция в чартах | Высшая позиция в чартах | Высшая позиция в чартах |
| Название                                  | Детали                                                                            | US                      | US Alt.                 | US Rock                 |
| ----------------------------------------- | --------------------------------------------------------------------------------- | ----------------------- | ----------------------- | ----------------------- |
| Johnny Boy                                | - Релиз: 4 мая 2009 - Лейбл: Вне лейбла - Формат: CD                              | —                       | —                       | —                       |
| Three Songs                               | - Релиз: 17 июля 2012 - Лейбл: Fueled by Ramen - Формат: CD, DL                   | —                       | —                       | —                       |
| Migraine                                  | - Релиз: 14 июня 2013 - Лейбл: Fueled by Ramen - Формат: DL                       | —                       | —                       | —                       |
| Holding on to You                         | - Релиз: August 16, 2013 - Лейбл: Fueled by Ramen - Формат: DL                    | —                       | —                       | —                       |
| Quiet Is Violent                          | - Релиз: 1 августа 2014 - Лейбл: Fueled by Ramen (7567867179) - Формат: CD, DL    | —                       | —                       | —                       |
| The LC LP                                 | - Релиз: April 18, 2015 - Лейбл: Fueled by Ramen (548230) - Формат: 12" винил     | —                       | —                       | —                       |
| Double Sided                              | - Released: April 16, 2016 - Label: Fueled by Ramen (554232-7) - Format: 7" винил | —                       | —                       | —                       |
| TOPxMM (The Mutemath Sessions)            | - Релиз: 19 декабря 2016 - Лейбл: Вне лейбла - Формат: DL                         | 161                     | 11                      | 12                      |
| Jumpsuit / Nico and the Niners            | - Релиз: 11 июля 2018 - Лейбл: Fueled by Ramen - Формат: DL                       | —                       | —                       | —                       |
| Triplet EP                                | - Релиз: 5 октября 2018 - Лейбл: Fueled by Ramen - Формат: 10" LP                 | —                       | —                       | —                       |
| Location Sessions                         | - Релиз: 12 июня 2021 - Лейбл: Fueled by Ramen - Формат: LP                       | 186                     | 24                      | 39                      |
| "—" означает, что альбом не вошел в чарты |                                                                                   |                         |                         |                         |

## Синглы
| Название                                                                                  | Год  | Высшая позиция в чартах | Высшая позиция в чартах | Высшая позиция в чартах | Высшая позиция в чартах | Высшая позиция в чартах | Высшая позиция в чартах | Высшая позиция в чартах | Высшая позиция в чартах | Высшая позиция в чартах | Высшая позиция в чартах | Сертификации | Альбом             |
| Название                                                                                  | Год  | US                      | US Alt.                 | US Rock                 | AUS                     | BEL                     | CAN                     | IRL                     | NZ                      | SWE                     | UK                      | Сертификации | Альбом             |
| ----------------------------------------------------------------------------------------- | ---- | ----------------------- | ----------------------- | ----------------------- | ----------------------- | ----------------------- | ----------------------- | ----------------------- | ----------------------- | ----------------------- | ----------------------- | --- | ------------------ |
| «Holding on to You»                                                                       | 2012 | —                       | 10                      | 33                      | —                       | —                       | —                       | —                       | —                       | —                       | —                       | - RIAA: платиновый | Vessel             |
| «Guns for Hands»                                                                          | 2012 | —                       | —                       | —                       | —                       | —                       | —                       | —                       | —                       | —                       | —                       | - RIAA: золотой | Vessel             |
| «Lovely»                                                                                  | 2013 | —                       | —                       | —                       | —                       | —                       | —                       | —                       | —                       | —                       | —                       | | Vessel             |
| «House of Gold»                                                                           | 2013 | —                       | 10                      | 38                      | —                       | —                       | —                       | —                       | —                       | —                       | —                       | - RIAA: платиновый | Vessel             |
| «Fake You Out»                                                                            | 2013 | —                       | —                       | —                       | —                       | —                       | —                       | —                       | —                       | —                       | —                       | | Vessel             |
| «Car Radio»                                                                               | 2014 | —                       | 28                      | 20                      | —                       | —                       | —                       | —                       | —                       | —                       | —                       | - RIAA: 2 × платиновый - BPI: серебряный | Vessel             |
| «Fairly Local»                                                                            | 2015 | 84                      | —                       | 8                       | —                       | —                       | —                       | —                       | —                       | —                       | —                       | - RIAA: платиновый | Blurryface         |
| «Tear in My Heart»                                                                        | 2015 | 82                      | 2                       | 6                       | 60                      | —                       | 88                      | —                       | —                       | —                       | —                       | - RIAA: 2 × платиновый - BPI: серебряный - MC: золотой                                                                                                  | Blurryface         |
| «Lane Boy»                                                                                | 2015 | —                       | —                       | 28                      | —                       | —                       | —                       | —                       | —                       | —                       | —                       | - RIAA: платиновый | Blurryface         |
| «Stressed Out»                                                                            | 2015 | 2                       | 1                       | 1                       | 2                       | 3                       | 3                       | 5                       | 5                       | 9                       | 12                      | - RIAA: 7 × платиновый - ARIA: 3 × платиновый - BEA: 2 × платиновый - BPI: платиновый - GLF: 4 × платиновый - MC: 3 × платиновый - RMNZ: 2 × платиновый | Blurryface         |
| «Ride»                                                                                    | 2016 | 5                       | 1                       | 1                       | 18                      | 7                       | 13                      | 38                      | 10                      | 50                      | 47                      | - RIAA: 5 × платиновый - ARIA: платиновый - BEA: платиновый - BPI: платиновый - GLF: платиновый - MC: золотой - RMNZ: платиновый                        | Blurryface         |
| «Heathens»                                                                                | 2016 | 2                       | 1                       | 1                       | 3                       | 10                      | 3                       | 4                       | 2                       | 6                       | 5                       | - RIAA: 6 × платиновый - ARIA: 2 × платиновый - BEA: платиновый - BPI: платиновый - MC: 2 × платиновый - RMNZ: платиновый                               | Отряд самоубийц    |
| «Heavydirtysoul»                                                                          | 2016 | —                       | 2                       | 8                       | —                       | 42                      | —                       | —                       | —                       | —                       | —                       | - RIAA: платиновый - BPI: серебряный - MC: золотой | Blurryface         |
| «Jumpsuit»                                                                                | 2018 | 50                      | 1                       | 6                       | 76                      | —                       | 61                      | 41                      | —                       | —                       | 50                      | - RIAA: золотой - MC: золотой | Trench             |
| «Nico and the Niners»                                                                     | 2018 | 79                      | —                       | 7                       | 133                     | —                       | —                       | 60                      | —                       | —                       | 88                      | - RIAA: золотой | Trench             |
| «Levitate»                                                                                | 2018 | —                       | —                       | 11                      | —                       | —                       | —                       | —                       | —                       | —                       | —                       | | Trench             |
| «My Blood»                                                                                | 2018 | 81                      | 2                       | 4                       | —                       | —                       | 76                      | 61                      | —                       | —                       | 62                      | - RIAA: золотой - MC: золотой | Trench             |
| «Chlorine»                                                                                | 2019 | —                       | 1                       | 3                       | —                       | —                       | 85                      | 64                      | —                       | —                       | —                       | - RIAA: золотой - MC: золотой | Trench             |
| «The Hype»                                                                                | 2019 | —                       | 1                       | 3                       | —                       | —                       | —                       | —                       | —                       | —                       | —                       | - RIAA: золотой | Trench             |
| «Level of Concern»                                                                        | 2020 | 23                      | 1                       | 1                       | 83                      | —                       | 53                      | 29                      | —                       | —                       | 42                      | - RIAA: золотой - MC: золотой | внеальбомный сингл |
| «Christmas Saves The Year»                                                                | 2020 | —                       | 32                      | 35                      | —                       | —                       | —                       | —                       | —                       | —                       | —                       | | внеальбомный сингл |
| «Shy Away»                                                                                | 2021 | 87                      | 1                       | 7                       | —                       | —                       | 67                      | 56                      | —                       | —                       | 56                      | | Scaled and Icy     |
| «Choker»                                                                                  | 2021 | —                       | —                       | 14                      | —                       | —                       | —                       | 83                      | —                       | —                       | 88                      | | Scaled and Icy     |
| «Saturday»                                                                                | 2021 | —                       | —                       | 21                      | —                       | —                       | —                       | —                       | —                       | —                       | 97                      | | Scaled and Icy     |
| "—" обозначает запись, которая не попала в чарты или не была выпущена на этой территории. |      |                         |                         |                         |                         |                         |                         |                         |                         |                         |                         | |                    |

### Рекламные синглы
| Название | Год  | Высшая позиция в чартах | Высшая позиция в чартах | Высшая позиция в чартах | Высшая позиция в чартах | Высшая позиция в чартах | Высшая позиция в чартах | Сертификации    | Альбом                                |
| Название | Год  | US                      | US Rock                 | AUS                     | CAN                     | NZ Heat.                | UK                      | Сертификации    | Альбом                                |
| -------- | ---- | ----------------------- | ----------------------- | ----------------------- | ----------------------- | ----------------------- | ----------------------- | --------------- | ------------------------------------- |
| «Cancer» | 2016 | 91                      | 6                       | 53                      | 75                      | 1                       | 93                      | - RIAA: золотой | Rock Sound Presents: The Black Parade |

## Другие чартерные синглы
| Название                                 | Год  | Высшая позиция в чартах | Высшая позиция в чартах | Высшая позиция в чартах | Высшая позиция в чартах | Высшая позиция в чартах | Высшая позиция в чартах | Сертификации       | Альбом         |
| Название                                 | Год  | US Bub.                 | US Rock                 | IRE                     | NZ Hot                  | SWE Heat.               | UK                      | Сертификации       | Альбом         |
| ---------------------------------------- | ---- | ----------------------- | ----------------------- | ----------------------- | ----------------------- | ----------------------- | ----------------------- | ------------------ | -------------- |
| «Migraine»                               | 2013 | —                       | —                       | —                       | —                       | —                       | —                       | - RIAA: платиновый | Vessel         |
| «Semi-Automatic»                         | 2013 | —                       | —                       | —                       | —                       | —                       | —                       | - RIAA: золотой    | Vessel         |
| «Screen»                                 | 2013 | —                       | —                       | —                       | —                       | —                       | —                       | - RIAA: золотой    | Vessel         |
| «The Run and Go»                         | 2013 | —                       | —                       | —                       | —                       | —                       | —                       | - RIAA: золотой    | Vessel         |
| «Trees»                                  | 2013 | —                       | —                       | —                       | —                       | —                       | —                       | - RIAA: золотой    | Vessel         |
| «Polarize»                               | 2015 | —                       | 31                      | —                       | —                       | —                       | —                       | - RIAA: золотой    | Blurryface     |
| «The Judge»                              | 2015 | —                       | 32                      | —                       | —                       | —                       | —                       | - RIAA: платиновый | Blurryface     |
| «Doubt»                                  | 2015 | —                       | 32                      | —                       | —                       | —                       | —                       | - RIAA: золотой    | Blurryface     |
| «Message Man»                            | 2015 | —                       | 35                      | —                       | —                       | —                       | —                       | - RIAA: золотой    | Blurryface     |
| «We Don’t Believe What’s on TV»          | 2015 | —                       | 39                      | —                       | —                       | —                       | —                       | - RIAA: золотой    | Blurryface     |
| «Goner»                                  | 2015 | —                       | 37                      | —                       | —                       | —                       | —                       | - RIAA: золотой    | Blurryface     |
| «Morph»                                  | 2018 | 6                       | 9                       | 54                      | 11                      | 10                      | 67                      |                    | Trench         |
| «Neon Gravestones»                       | 2018 | —                       | 13                      | —                       | 14                      | —                       | —                       |                    | Trench         |
| «Smithereens»                            | 2018 | —                       | 14                      | —                       | 15                      | —                       | —                       |                    | Trench         |
| «The Hype»                               | 2018 | —                       | 15                      | —                       | —                       | —                       | —                       |                    | Trench         |
| «Pet Cheetah»                            | 2018 | —                       | 16                      | —                       | —                       | —                       | —                       |                    | Trench         |
| «Bandito»                                | 2018 | —                       | 18                      | —                       | —                       | —                       | —                       |                    | Trench         |
| «Cut My Lip»                             | 2018 | —                       | 19                      | —                       | —                       | —                       | —                       |                    | Trench         |
| «Legend»                                 | 2018 | —                       | 21                      | —                       | —                       | —                       | —                       |                    | Trench         |
| «Leave the City»                         | 2018 | —                       | 23                      | —                       | —                       | —                       | —                       |                    | Trench         |
| «Good Day»                               | 2021 | —                       | 30                      | —                       | 19                      | —                       | —                       |                    | Scaled and Icy |
| «The Outside»                            | 2021 | —                       | 28                      | —                       | 18                      | —                       | —                       |                    | Scaled and Icy |
| «Never Take It»                          | 2021 | —                       | 36                      | —                       | —                       | —                       | —                       |                    | Scaled and Icy |
| «Mulberry Street»                        | 2021 | —                       | 32                      | —                       | 20                      | —                       | —                       |                    | Scaled and Icy |
| «Formidable»                             | 2021 | —                       | 38                      | —                       | —                       | —                       | —                       |                    | Scaled and Icy |
| «Bounce Man»                             | 2021 | —                       | 39                      | —                       | —                       | —                       | —                       |                    | Scaled and Icy |
| «No Chances»                             | 2021 | —                       | 35                      | —                       | —                       | —                       | —                       |                    | Scaled and Icy |
| «Redecorate»                             | 2021 | —                       | 37                      | —                       | —                       | —                       | —                       |                    | Scaled and Icy |
| "—" означает, что сингл не попал в чарты |      |                         |                         |                         |                         |                         |                         |                    |                |

## Каверы
| Название                     | Год  | Оригинальный артист | Режиссёр         | Ист.   |
| ---------------------------- | ---- | ------------------- | ---------------- | ------ |
| «Jar of Hearts»              | 2010 | Кристина Перри      | Mark C. Eshleman | [ 71 ] |
| «Can’t Help Falling in Love» | 2012 | Элвис Пресли        | Mark C. Eshleman | [ 72 ] |
| «Mad World»                  | 2014 | Tears for Fears     | Mark C. Eshleman | [ 73 ] |
| «Cancer»                     | 2016 | My Chemical Romance | Tantrum Content  | [ 74 ] |

## Музыкальные видео
| Название                                      | Год  | Режиссёр                     | Ист.         |
| --------------------------------------------- | ---- | ---------------------------- | ------------ |
| «Forest»                                      | 2011 | Mark C. Eshleman             | [ 75 ]       |
| «Goner»                                       | 2012 | Mark C. Eshleman             | [ 76 ]       |
| «Holding on to You»                           | 2012 | Jordan Bahat                 | [ 77 ]       |
| «House of Gold»                               | 2012 | Mark C. Eshleman             | [ 78 ]       |
| «Guns for Hands»                              | 2013 | Mark C. Eshleman             | [ 79 ]       |
| «Car Radio»                                   | 2013 | Mark C. Eshleman             | [ 80 ]       |
| «Lovely»                                      | 2013 | Mark C. Eshleman             | [ 81 ]       |
| «House of Gold»                               | 2013 | Warren Kommers               | [ 82 ]       |
| «Migraine»                                    | 2013 | Mark C. Eshleman             | [ m ] [ 83 ] |
| «Truce»                                       | 2013 | Mark C. Eshleman             | [ 84 ]       |
| «Ode to Sleep»                                | 2014 | Mark C. Eshleman             | [ 85 ]       |
| «Fairly Local»                                | 2015 | Mark C. Eshleman             | [ 86 ]       |
| «Tear in My Heart»                            | 2015 | Marc Klasfeld                | [ 87 ]       |
| «Stressed Out»                                | 2015 | Mark C. Eshleman             | [ 88 ]       |
| «Lane Boy»                                    | 2015 | Mark C. Eshleman             | [ 89 ]       |
| «Ride»                                        | 2015 | Mark C. Eshleman             | [ 90 ]       |
| «Heathens»                                    | 2016 | Andrew Donoho                | [ 91 ]       |
| «Heavydirtysoul»                              | 2017 | Andrew Donoho                | [ 92 ]       |
| «Jumpsuit»                                    | 2018 | Andrew Donoho                | [ 93 ]       |
| «Nico and the Niners»                         | 2018 | Andrew Donoho                | [ 94 ]       |
| «Levitate»                                    | 2018 | Andrew Donoho                | [ 95 ]       |
| «My Blood»                                    | 2018 | Tim Mattia                   | [ 96 ]       |
| «Chlorine»                                    | 2019 | Mark C. Eshleman             | [ 97 ]       |
| «The Hype»                                    | 2019 | Andrew Donoho                | [ 98 ]       |
| «The Hype» (Vertical Video)                   | 2019 | Twenty One Pilots            | [ 99 ]       |
| «The Hype (Berlin)»                           | 2019 | Twenty One Pilots            | [ 100 ]      |
| «Level of Concern»                            | 2020 | Twenty One Pilots            | [ 101 ]      |
| «Level of Concern» (Never-Ending Music Video) | 2020 | Twenty One Pilots            | [ 102 ]      |
| «Shy Away»                                    | 2021 | Miles Cable and AJ Favicchio | [ 103 ]      |
| «Choker»                                      | 2021 | Mark C. Eshleman             | [ 104 ]      |
| «Saturday (Livestream Version)»               | 2021 | Mark C. Eshleman             | [ 105 ]      |
| «Saturday»                                    | 2021 | Andrew Donoho                | [ 106 ]      |
| «Heathens / Trees (Livestream Version)»       | 2021 | Mark C. Eshleman             | [ 107 ]      |
| «Christmas Saves The Year»                    | 2021 | Mr. Oz                       | [ 108 ]      |

### Комментарии
1. ↑  «Holding on to You» не вошел в чарт Flemish Ultratop, но достиг высшей позиции под номером 27 в чарте Ultratip.[8]
2. ↑  «Car Radio» не вошел в чарт Billboard Hot 100, но достиг высшей позиции под номером 15 в чарте Bubbling Under Hot 100.[52]
3. ↑  «Heavydirtysoul» не вошел в чарт Billboard Hot 100, но достиг высшей позиции под номером 25 в чарте Bubbling Under Hot 100.[52]
4. ↑  «Jumpsuit» не вошел в чарт Flemish Ultratop, но достиг высшей позиции под номером 22 в чарте Ultratip.[8]
5. ↑  «Jumpsuit» не вошел в чарт NZ Top 40 Singles, но достиг высшей позиции под номером пять в чарте NZ Hot Singles.[64]
6. ↑  «Jumpsuit» не вошел в чарт Swedish Singellista, но достиг высшей позиции под номером 10 в чарте Swedish Heatseeker.[65]
7. ↑  «Nico and the Niners» не вошел в чарт NZ Top 40 Singles, но достиг высшей позиции под номером семь в чарте NZ Hot Singles.[64]
8. ↑  «Levitate» не вошел в чарт NZ Top 40 Singles, но достиг высшей позиции под номером 15 в чарте NZ Hot Singles.[66]
9. ↑  «My Blood» не вошел в чарт Flemish Ultratop, но достиг высшей позиции под номером 22 в чарте Ultratip.[8]
10. ↑  «My Blood» не вошел в чарт NZ Top 40 Singles, но достиг высшей позиции под номером 12 в чарте NZ Hot Singles.[67]
11. ↑  «Chlorine» не вошел в чарт Billboard Hot 100, но достиг высшей позиции под номером 5 в чарте Bubbling Under Hot 100.[52]
12. ↑  «Chlorine» не вошел в чарт NZ Top 40 Singles, но достиг высшей позиции под номером 12 в чарте NZ Hot Singles.[68]
13. ↑  Видеоклип на сингл «Migraine» больше не доступен. Ссылка предоставляется для версии в Великобритании.